# پیدینگ
پیدینگ (به آلمانی: Piding) یک شهر در آلمان است که در بایرن واقع شده‌است.

## خصوصیات
پیدینگ ۱۷٫۵۵ کیلومترمربع مساحت دارد ۴۵۵ متر بالاتر از سطح دریا واقع شده‌است.